# Alexandru Marghiloman

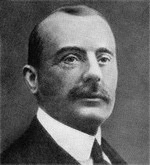
Alexandru Marghiloman

Alexandru Marghiloman (Buzău, 4 juli 1854 - Buzău, 10 mei 1925), was een Roemeens politicus.

## Opleiding en vroege carrière
Alexandru Marghiloman studeerde aan het Nationale College Sint Sava te Boekarest en daarna rechten in Parijs. Hij werd lid van de Conservatieve Partij. In 1884 werd hij in het parlement gekozen en in 1888 werd hij voor de eerste maal minister.
Alexandru Marghiloman werd op 7 juli 1900 minister van Buitenlandse Zaken (tot 14 februari 1901) onder premier Petre Carp. In de daaropvolgende liberale kabinetten en onder het conservatieve kabinet van prins Gheorghe Cantacuzino was hij geen minister, maar hij keerde terug, nu als minister van Binnenlandse Zaken (29 december 1910 - 27 maart 1912) in een nieuw kabinet onder Petre Carp. Hij was minister van Financiën (14 oktober 1912 - 31 december 1913) Titu Maiorescu.

## Premier
Als vooroorlogs politicus betoonde Marghiloman zich een voorstander van nauwe samenwerking met Oostenrijk-Hongarije en Duitsland. Tijdens de Eerste Wereldoorlog (1914-1918) keerde hij zich fel tegen die politici die voorstander waren van deelname aan de oorlog aan de zijde van de Entente mogendheden. Hij was overigens ook tegen deelname aan de oorlog aan de zijde van de centrale mogendheden en was voorstander van strikte neutraliteit. Toen Roemenië in 1916 toch deelnam aan de oorlog aan de zijde van de Entente mogendheden weigerde Marhiloman zitting te nemen in de liberale regering (Nationaal-Liberale Partij) van premier Ion I. Constantin Brătianu.
Marghiloman werd voorzitter van het Roemeense Rode Kruis en bleef in Boekarest als voorzitter van het Rode Kruis werkzaam nadat de Duitsers de hoofdstad hadden bezet. Hij verzette zich tegen het plan van de Duitsers om een "parallelle regering" (tegenregering) op te zetten als reactie op de pro-Entente regering van Brătianu en koning Ferdinand I van Roemenië. Op 18 maart 1918 sloten Roemenië en de Centralen vrede. Diezelfde dag benoemde koning Ferdinand I, die verbleef in het onbezette deel van Roemenië (hoofdplaats Iași) de gematigd pro-Duitse Marghiloman tot premier. Op 7 mei 1918 tekende Marghiloman de Vrede van Boekarest met de Centrale mogendheden. Volgens de Centralen ging het hier om een modelvrede, die ook andere staten zouden krijgen opgelegd wanneer ze zouden worden verslagen. Het was echter een zware vrede; het land verloor grote stukken land aan Oostenrijk-Hongarije en Bulgarije en moest haar olievelden voor 90 jaar verhuren aan Duitsland. Het vredesverdrag werd echter nooit formeel geratificeerd. Naast premier was Marghiloman ook minister van Binnenlandse Zaken en waarnemend minister van Landbouw.
Op 24 oktober 1918 werd Marghiloman als premier vervangen door generaal Constantin Coandă die gesteund werd door de Nationaal-Liberale Partij (PNL). Op 10 november 1918, na de wapenstilstand met Duitsland te Compiègne verklaarde het Roemeense parlement het vredesverdrag van Boekarest ongeldig en bezette Transsylvanië (Zevenburgen). Boekovina en Bessarabië waarna het Koninkrijk Groot-Roemenië ontstond.

## Na deEerste Wereldoorlog
Na de Eerste Wereldoorlog stortte de Conservatieve Partij in elkaar. Marghiloman trok zich hierop uit de politiek. Hij stierf in zijn villa in zijn geboorteplaats Buzău.

## Trivia
- Alexandru Marghiloman was een enthousiaste paardenfokker. Zijn paarden wonnen 28 keer de Roemeense Derby.
- Alexandru Marghiloman bezat een groot landgoed in Buzău met daarop Villa Albatros. Zijn villa was een verzamelplaats van conservatieve politici.
- Hij gaf zijn naam aan de Marghiloman Koffie, Turkse koffie, gekookt in Rum.